# Peychaud's Bitters
Il Peychaud's Bitters (per esteso Peychaud's Aromatic Cocktail Bitters anche noto semplicemente come Peychaud) è un amaro di fabbricazione statunitense, prodotto dalla L.E. Jung and Wolff Company e distribuito dalla Sazerac Company.
Inventato nel 1830 a New Orleans da Antoine Amédée Peychaud (un farmacista creolo haitiano trapiantato in Louisiana), si ottiene mediante l'infusione in un distillato neutro di varie essenze ed erbe aromatiche; la ricetta, segreta nel suo complesso, è a base di genziana e comprende tra l'altro anice, chiodi di garofano, vaniglia, noce moscata, frutta e spezie. Il liquido si presenta di colore rosso vivo e viene commercializzato in bottigliette da 148 ml; la gradazione alcolica è del 35%.
Gustativamente si configura come simile all'angostura, ma con un netto sentore di anice e un marcato retrogusto alla menta.
Il Peychaud è utilizzato per la preparazione di vari cocktail, tra i quali il Sazerac (di cui è l'ingrediente principale) e il Vieux Carré.